# 달루 환초

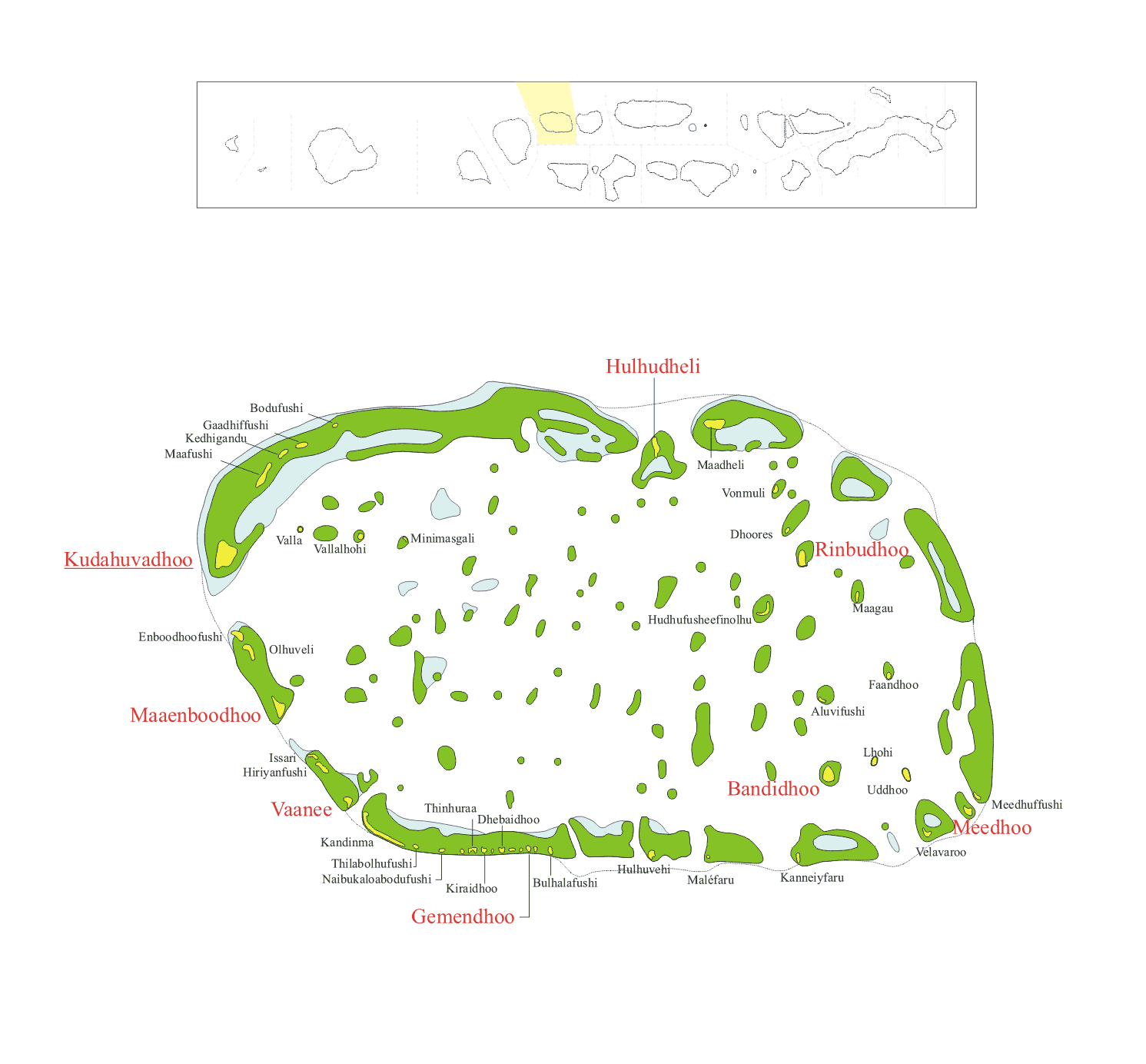
달루 환초

달루 환초(디베히어: ނިލަންދެއަތޮޅު ދެކުނުބުރި, Dhaalu) 또는 닐란데데쿠누부리 환초(Nilandhe Atholhu Dhekunuburi, 남닐란데 환초)는 몰디브 서부에 위치한 환초로 행정 중심지는 쿠다후바두이며 인구는 6,694명(2006년 기준)이다. 56개 섬으로 구성되어 있으며 이 가운데 7개 섬에는 사람이 거주한다.